# Коллибия масляная
Колли́бия ма́сляная (также родоколлибия масляная, денежка масляная; лат. Rhodocollýbia butyrácea) — гриб семейства Негниючниковые (Marasmiaceae). Ранее входила в род Коллибия (Collybia) семейства Рядовковые (Tricholomataceae).

## Описание
- Шляпка 2—12 см в диаметре, гигрофанная, в молодом возрасте выпуклой, затем широко-выпуклой, плоской и вдавленной формы, иногда с небольшим бугорком в центре, с гладкой, в сырую погоду маслянистой, коричневой или красновато-коричневой, затем светло-коричневой поверхностью. У формы asema шляпка серо-коричневого цвета.
- Мякоть белого цвета, мягкая, водянистая, без особого вкуса и запаха.
- Гименофор пластинчатый, пластинки приросшие к ножке или почти свободные, часто расположенные, белого цвета, с возрастом слабо розовеющие.
- Ножка 2—10 см длиной и 0,4—1 см толщиной, более или менее ровная, обычно полая, довольно жёсткая, гладкая.
- Споровый порошок кремового, желтоватого или розоватого цвета Споры 6—8×3—3,5 мкм, эллиптической формы, гладкие.
- Съедобна.

## Экология
Встречается группами, с июля по ноябрь, нередко под хвойными.

## Сходные виды
- Collybia dryophila
- Collybia badiialba
- Rhodocollybia distorta